# 回良玉
回良玉（1944年10月—），回族，吉林榆树人，中国共产党、中华人民共和国政治人物，原副国级领导人，是农业领域工作的主要领导人。1966年4月加入中国共产党，是中共第十四屆中央候補委員，十五、十六、十七屆中央委員，十六、十七屆中共中央政治局委员。曾任两届中华人民共和国国务院副总理。

## 生平
1944年10月出生在满洲国吉林省榆树县（今榆树市）。

### 教育经历
早年毕业于吉林省农业学校。1984年至1987年间，由中共吉林省委党校函授班进修，获得大专文凭。

### 从政经历
1964年从吉林省农业学校会统专业毕业后，回良玉被分配到家乡榆树县农业局工作。
文化大革命开始后，他曾被下放到五七干校劳动。1969年恢复工作后，就一直在家乡任职；历任榆树县革命委员会政治部干事，县委组织部副部长，于家公社党委书记，榆树县委副书记等职。
1977年文革刚结束，回良玉就得到了一次个人政治飞跃，被拔攫为吉林省农业局副局长。由一个县（处）级干部，直接被提升为副厅（局）级。此后，他又历任中共吉林省白城地委副书记、白城地区行署专员。1985年5月，升任中共吉林省委常委、省委农村政策研究室主任、省委农工部部长。1987年7月，回良玉被免去吉林省省委常委职务，仅担任吉林省人民政府分管农业的副省长。
1990年10月，回良玉受推荐进入中共中央政策研究室，任副主任、负责农业理论研究。由于中共党内缺乏懂农业的高级官员，在中共十四大召开之前，回良玉被安排到地方历练。1992年8月，回良玉空降湖北，任中共湖北省委副书记；次年5月，兼任湖北省政协主席，晋升正部级。1994年11月，回良玉调任农业大省安徽省，担任安徽省人民政府省长，并于1998年8月晋升为中共安徽省委书记。1999年12月，调任经济大省江苏，出任中共江苏省委书记。2002年11月15日，回良玉在中共十六届一中全会上当选中共中央政治局委员，成为党和国家领导人。
2003年3月17日，中华人民共和国主席胡锦涛发布第二号中华人民共和国主席令，根据国务院总理温家宝的提名和中华人民共和国第十届全国人民代表大会第一次会议的决定，回良玉出任负责农业的国务院副总理。同时任国家防汛抗旱总指挥部的总指挥长、国务院抗震救灾总指挥部总指挥；并于2008年连任，是两届温家宝政府中，唯一连任的副总理。2012年11月15日，68岁的回良玉在中共十八届一中全会后卸任中共中央政治局委员，并在2013年3月举行的十二届全国人大一次会议后卸任国务院副总理一职退休。

## 评价
回良玉长期在农业领域工作；从一名普通县农业局干部，一步一步地积累自己的政治资历；被认为是中国高层少见的农业专家和理论人才。同时，作为少数民族干部，也是他获得提拔的因素之一。

## 著作
- 《七情集——回良玉散文随笔》，中国言实出版社  2015-05
- 《九乐集——回良玉散文随感》，中国言实出版社  2017-07
- 《我所体悟的民族情谊》，民族出版社